# Ficus bernaysii
Ficus bernaysii är en mullbärsväxtart som beskrevs av George King. Ficus bernaysii ingår i släktet fikonsläktet, och familjen mullbärsväxter. Inga underarter finns listade i Catalogue of Life.